# Gaius
Pour les articles homonymes, voir Gaius (homonymie).
Gaius, né vers 120 et mort vers 180, est un juriste et professeur de droit, originaire de l'Est de l'Empire romain, ayant vécu au IIe siècle, sous le règne de l'empereur Hadrien. Il est notamment l'auteur des Institutes de Gaïus.
On connaissait déjà Gaius au Moyen Âge par le Code de Justinien, notamment le Digeste et les Institutes inspirées des siennes. Longtemps on n'en a possédé qu'un abrégé qui se trouve dans le Breviarium alaricianum, et, que l'on croit avoir été fait par Anien, chancelier d'Alaric II; mais en 1816, Barthold Georg Niebuhr découvrit l'ouvrage à peu près complet dans un palimpseste de Vérone.
F. Bluhme, un des érudits qui procurèrent diverses éditions de l'ouvrage, utilisa des réactifs chimiques destructeurs, de sorte qu'un apographe (copie du manuscrit) réalisé par Studemund (édition en 1874, édition revue en 1885) fut utilisé à la place du manuscrit par tous les éditeurs qui vinrent après Studemund.

## Biographie
On ne connaît Gaius que par son prénom et il y a très peu de données en dehors des Institutes. Parmi les explications possibles, on peut imaginer qu'il n'était pas citoyen romain, ou qu'il l'était depuis peu. On peut aussi imaginer qu'on l'appelait par son prénom parce qu'il était très connu, ou qu'il s'agissait d'un pseudonyme. Certains historiens se sont même demandé s'il ne s'agissait pas d'une femme, en raison du caractère féministe de son œuvre. Gaius se moque en effet de ceux qui considèrent les femmes comme totalement « incapables ».
Pour la datation, il fut actif entre au moins 138 (Digeste, XXXIV, 5, citant un événement durant le règne d'Hadrien) et 178 (Digeste, XXXVIII, 17, en commentant Sur le sénatusconsulte d'Orphitianus).
Pour la géographie, il est constaté que son style est composé d'hellénismes et d'expressions provinciales. Et ses allusions au droit provincial concernent la partie orientale. Il est ainsi supposé qu'après avoir étudié à Rome, il composa et enseigna en Orient. 
Un autre sujet d'étonnement est que ses contemporains et ses successeurs immédiats ne le citent pas, il occupera pourtant une place de choix dans la littérature juridique des siècles suivants, et notamment dans le Digeste.

## Son œuvre
Outre un commentaire de l'édit du préteur, et un commentaire de la Loi des Douze Tables, le principal ouvrage connu de Gaius est un ouvrage destiné à l'enseignement : les Institutes. Ce manuel correspond à une année d'études dans la formation de futurs juristes. Il obtint un succès considérable en raison de la rationalité de sa présentation. En effet, Gaius fait d'abord une introduction sur les sources du droit. Puis il organise son propos dans un plan tripartite : « Tout le droit que nous utilisons se rapporte soit aux personnes, soit aux biens, soit aux actions ».
Cette présentation est encore celle du Code civil français (même plan tripartite) et de bien des manuels de droit contemporain, développant les distinctions entre les personnes et les biens, ou entre les sujets du droit, les objets du droit et les sanctions du droit.
La source de cette organisation rationnelle est certainement la philosophie grecque, qui a pénétré le droit romain. Cicéron, dans son De Oratore souhaitait que ce lien soit fait entre la philosophie grecque et la science du droit à Rome. Gaius réalise le vœu de Cicéron, en traitant l'ensemble du droit. Il divise les catégories juridiques en « genres » et en « species ».

## Éditions
- Gaius, Institutes, texte établi et traduit par Julien Reinach; Paris, Les Belles Lettres, 1965, réimpr. 2003, (Énumère p. XIII les éditions postérieures à 1874 et antérieures à 1965. Pour les éditions antérieures à 1875, renvoie à l'éd. de Dubois, Paris, 1881. Le tirage de 2003, p. XIX, ajoute des éditions et des études récentes.)